# Единичная матрица
Едини́чная ма́трица — квадратная матрица {\displaystyle E_{n}=(e_{ij})} размера (порядка) {\displaystyle n}, элементы главной диагонали которой равны единице поля ({\displaystyle e_{ii}=1}), а остальные равны нулю ({\displaystyle e_{ij}=0} при {\displaystyle i\neq j}).
Единичную матрицу можно также определить как матрицу {\displaystyle (e_{ij})}, у которой {\displaystyle e_{ij}=\delta _{ij}}, где {\displaystyle \delta _{ij}} — символ Кронекера.
Единичная матрица является частным случаем скалярной матрицы.
Произведение любой матрицы и единичной матрицы подходящего размера равно самой матрице: {\displaystyle AE=EA=A}. Квадратная матрица в нулевой степени даёт единичную матрицу того же размера: {\displaystyle A^{0}=E}. При умножении матрицы на обратную ей, тоже получается единичная матрица: {\displaystyle AA^{-1}=A^{-1}A=E}. Единичная матрица получается при умножении ортогональной матрицы на её транспонированную матрицу: {\displaystyle AA^{T}=E}. Определитель единичной матрицы равен единице: {\displaystyle \mathrm {det} \,E=1}.
Единичные матрицы первых трёх порядков:
{\displaystyle E_{1}={\begin{pmatrix}1\end{pmatrix}},\ E_{2}={\begin{pmatrix}1&0\\0&1\end{pmatrix}},\ E_{3}={\begin{pmatrix}1&0&0\\0&1&0\\0&0&1\end{pmatrix}}}